# Khojavend (raion)
Khojavend, ou Xocavənd selon la graphie azérie, est un raion d'Azerbaïdjan, dont le chef-lieu est Khojavend. Il fait partie de la région économique du Karabagh.

## Géographie
Le raion s'étend sur 1 458 km2 dans le Haut-Karabagh, à l'ouest de l'Azerbaïdjan.

## Histoire
Selon le président azerbaïdjanais Ilham Aliyev, le 14 octobre 2020, « l'armée azerbaïdjanaise a libéré les villages de Bulutan, Malikjanli, Kemartuk, Teke et Tagaser de la région de Khojavend ».
Le 7 novembre, Ilham Aliyev a déclaré que l'armée azerbaïdjanaise avait pris le contrôle des villages d'Ataqut et de Tsakuri, et le 9 novembre des villages de Susanlyg, Domi, Tuğ, Akaku, Azykh, région de Khojavend.